# Голокрака невестулка
Голокраката невестулка (Mustela nudipes) е вид бозайник от семейство Порови (Mustelidae).

## Разпространение и местообитание
Разпространен е в Бруней, Индонезия, Малайзия и Тайланд.